# Kyle (Dacota do Sul)
Kyle é uma Região censo-designada localizada no estado norte-americano de Dakota do Sul, no Condado de Shannon.

## Demografia
Segundo o censo norte-americano de 2000, a sua população era de 970 habitantes.

## Geografia
De acordo com o United States Census Bureau tem uma área de
5,2 km², dos quais 5,2 km² cobertos por terra e 0,0 km² cobertos por água. Kyle localiza-se a aproximadamente 887 m acima do nível do mar.

## Localidades na vizinhança
O diagrama seguinte representa as localidades num raio de 36 km ao redor de Kyle.